# Felsenbühne Rathen
Felsenbühne Rathen je přírodní divadlo v Saském Švýcarsku. Nachází se v kotli na samém konci údolí Wehlgrund pod skalními útvary Kleine Gans, Großer Wehlturm, Bastei a Neurathen. Divadlo má v současnosti kapacitu 1954 míst, z nichž 1800 je prodejných.

## Dějiny
Divadlo bylo postaveno v roce 1936. Otevření se konalo dne 24. května 1936 představením "Basteispiel" od Kurta Arnolda Findeisena. Představení zhlédlo 200 obyvatel městečka Rathen. Již v roce 1937 provozování skalního divadla převzal Sächsischen Gemeindekulturverband. O rok později se konal první Festival Karla Maye. V důsledku druhé světové války skončil provoz divadla v roce 1942.
V roce 1946 se konalo znovuotevření skalního divadla, které od roku 1954 provozuje Saské zemské divadlo.
V následujících letech byly v divadle uvedeny velké dramatické nebo hudební hry využívající okolní nádhernou scenérii. Jednalo se mimo jiné o představení her Čarostřelec (1956), Vilém Tell, Ifigenie na Tauridě aj. V roce 1984 pokračovala představením Poklad na Stříbrném jezeře tradice festivalu Karla Maye.

## Galerie

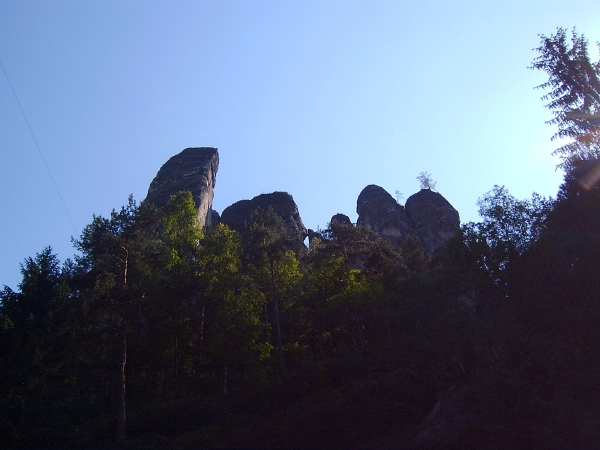
skály údolí Wehlgrund tvoří kulisu divadla
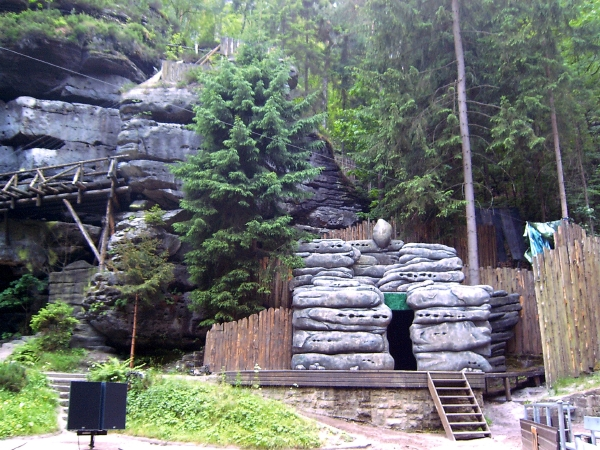
jeviště skalního divadla
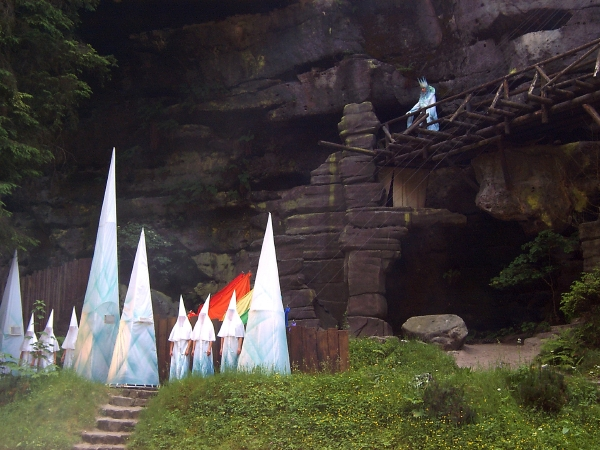
scéna z dětského muzikálu "Der Regenbogen"